# Bernhard Kopf
Bernhard Kopf (* 17. März 1952) ist ein ehemaliger deutscher Fußballspieler. Für die BSG Chemie BUNA Schkopau spielte er 1981/82 in der DDR-Oberliga, der höchsten Spielklasse im DDR-Fußball.

## Sportliche Laufbahn
Als 20-Jähriger kam Bernhard Kopf 1972 zur Schkopauer Betriebssportgemeinschaft (BSG) Chemie BUNA. Die 1. Mannschaft war gerade aus der zweitklassigen DDR-Liga abgestiegen und kämpfte in der Bezirksliga Halle um den Wiederaufstieg. Unter Mitwirkung von Kopf gelang dies binnen eines Jahres. Von 1973 bis 1981 spielte Kopf zunächst als Stürmer, später im Mittelfeld in der DDR-Liga. Von den in dieser Zeit ausgetragenen 176 Punktspielen absolvierte er 138 Begegnungen und schoss 47 Tore. In der Saison 1974/75 wurde er mit elf Treffern Torschützenkönig der Schkopauer. In der Spielzeit 1980/81 erreichte die BSG Chemie den Aufstieg in die DDR-Oberliga. Kopf war daran mit zwölf Punktspielteilnahmen, einem Tor, sowie in allen acht Aufstiegsspielen und weiteren drei Toren beteiligt. In der Oberligasaison kämpfte Kopf mit seinem Mannschaftskollegen Günter Krosse um einen Erstligaeinsatz in der Mittelfeldreihe von Chemie BUNA, kam aber nur zu sechs Nominierungen. Dabei stand er viermal in der Startelf, wurde aber nur einmal über die gesamte Spieldauer eingesetzt. Er war jedoch mit zwei Oberligatoren erfolgreich. Nach einem Jahr musste BUNA Schkopau wieder absteigen, und Kopf bestritt 1982/83 seine letzte DDR-Liga-Saison, in der er 30/31-jährig noch einmal 16 von 22 Punktspielen absolvierte und seine letzten beiden Punktspieltore im DDR-weiten Ligenbetrieb schoss. Innerhalb von neun Spielzeiten war er auf sechs Oberligaspiele mit zwei Toren und 154 DDR-Ligaspiele mit 49 Treffern gekommen. Seine Fußballerlaufbahn ließ er anschließend mit der zweiten Mannschaft der BSG Chemie BUNA in der Bezirksliga ausklingen.